# Narancsbarna lánggomba
A narancsbarna lánggomba (Gymnopilus picreus) a Hymenogastraceae családjába tartozó, Európában és Észak-Amerikában honos, lombos és tűlevelű fák korhadó törzsén élő, nem ehető gombafaj.

## Megjelenése
A narancsbarna lánggomba kalapja 11-4(6) cm széles. alakja domború vagy harangszerű, idősen széles domborúan kiterül. Felszíne sima vagy finoman pikkelykés-nemezes. Színe fahéjbarna, vörösbarna vagy narancsbarna, a szélén világosabb lehet; megszáradva sárgásbarnára, halványnarancsra fakul. 
Húsa vékony, vörösbarnás, halványbarnás színű. Szaga nem jellegzetes, íze keserű.
Igen sűrű lemezei tönkhöz nőttek vagy kissé lefutók. Színük fiatalon élénk sárga, később okkersárga, rozsdasárga, néha sötét vörösbarna foltokkal. A fiatal lemezeket nem védi részleges burok. 
Tönkje 2-6 (8) cm magas és 0,2-0,6 cm vastag. Alakja egyenletesen vastag hengeres, a tövénél kissé megvastagodhat; üregesedő. Színe vörösbarna, a csúcsánál sárgás, fiatalon fehéren szálas, idővel a tövétől kezdve megsötétül. 
Spórapora vörösbarna. Spórája ellipszis, majdnem tojásdad alakú, szemölcsös felszínű, mérete 7-10 x 4,5-6 µm.

### Hasonló fajok
A bársonykalapú lánggomba, a foltoslemezű lánggomba, a porostönkű lánggomba, az aranysárga lánggomba, a ragadós tőkegomba, esetleg a súlyosan mérgező fenyves sisakgomba hasonlít hozzá.

## Elterjedése és termőhelye
Európában és Észak-Amerikában honos.
Lombos és tűlevelű fák korhadó törzsén, tönkjén, maradványain található meg. Nyáron és ősszel terem.
Nem ehető, egyes források szerint mérgező. 

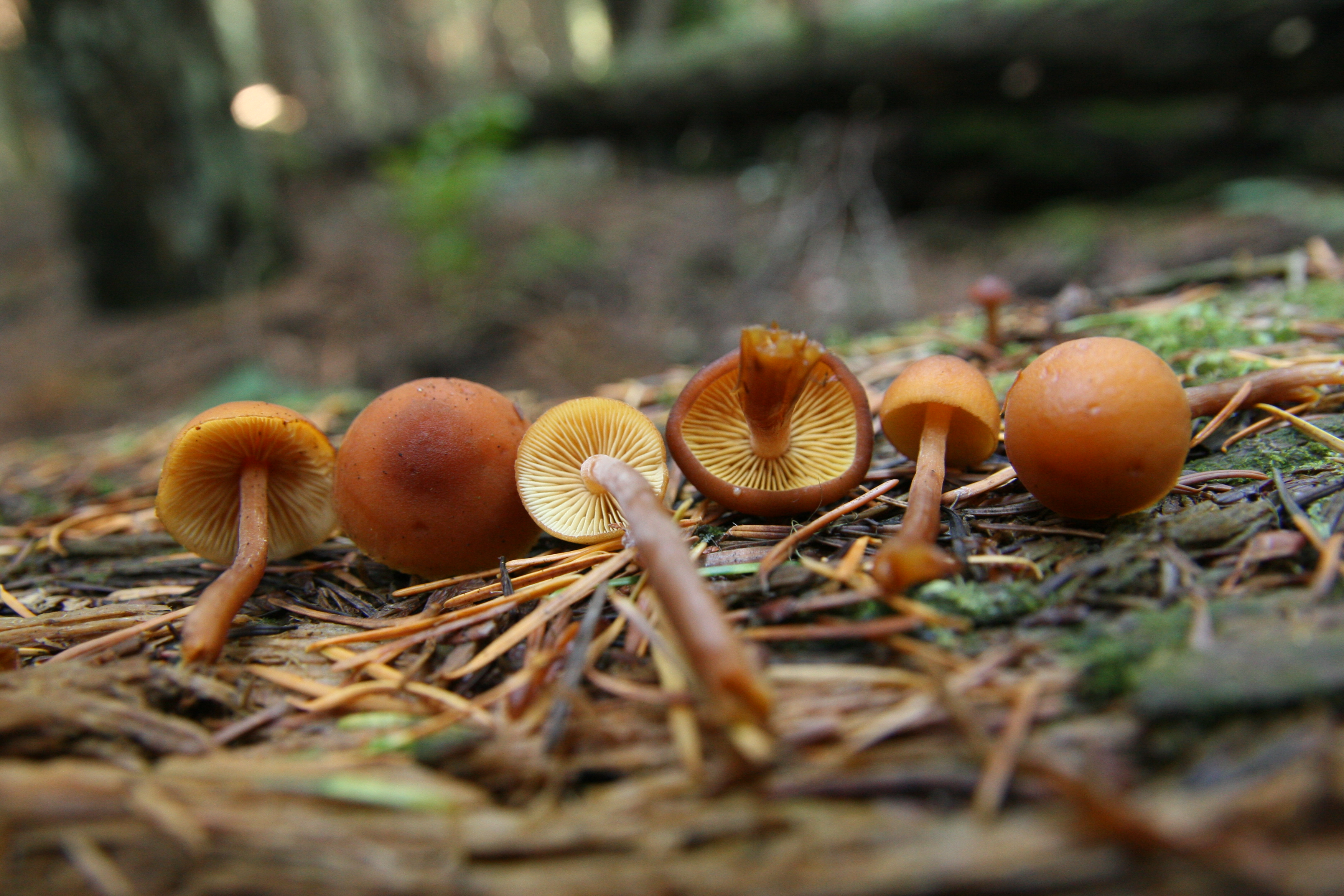
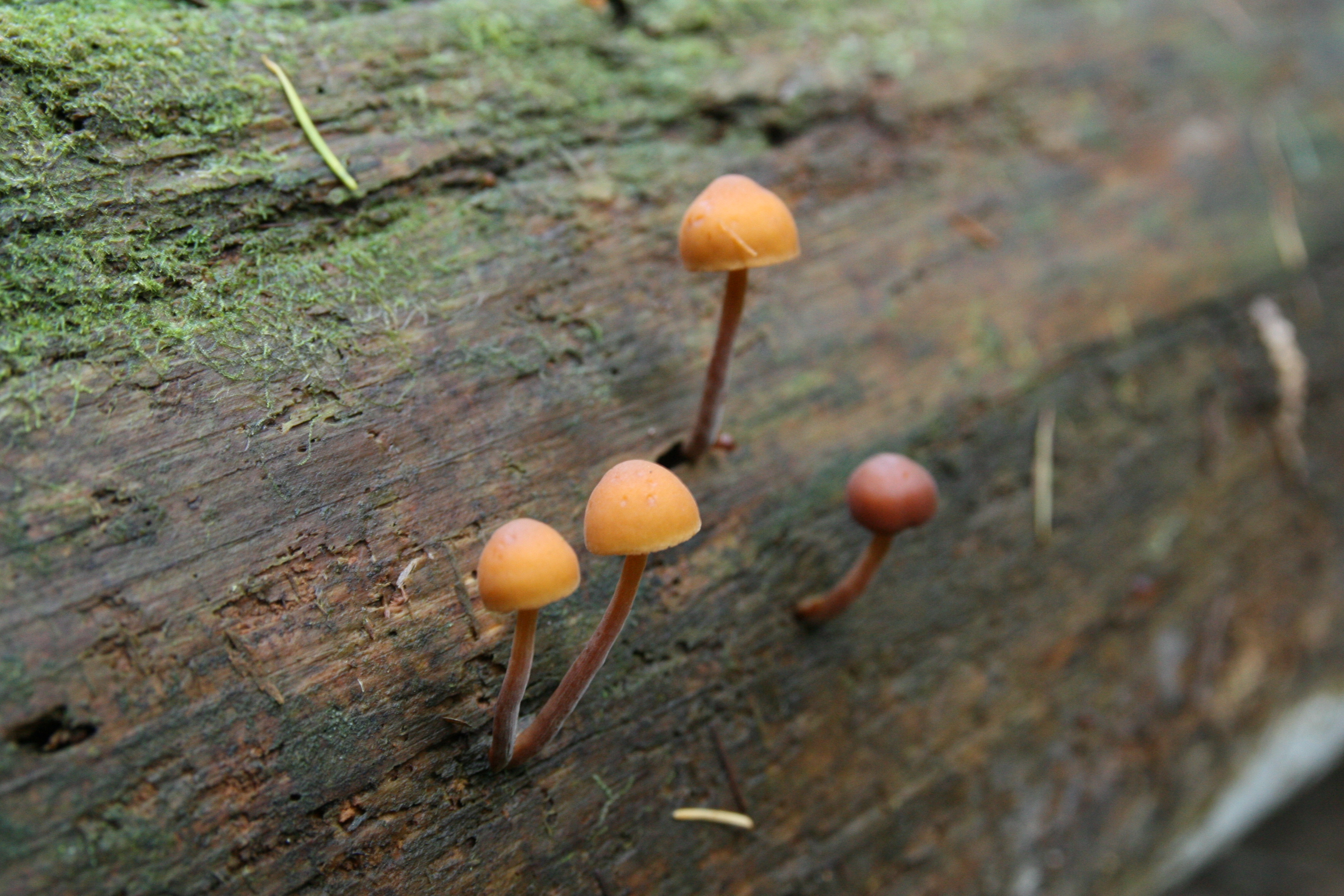
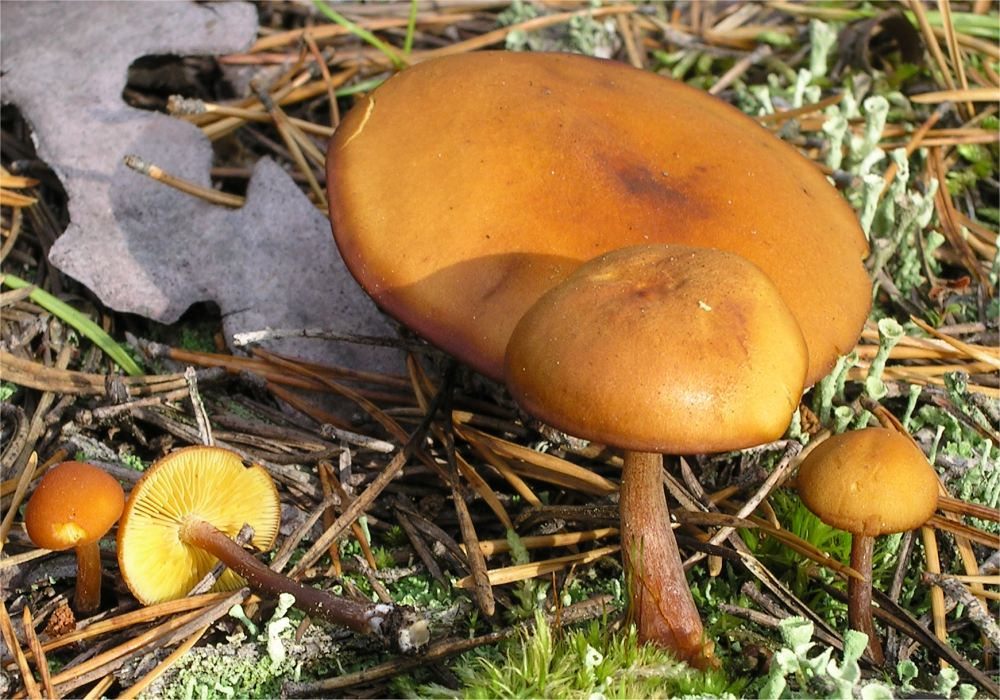
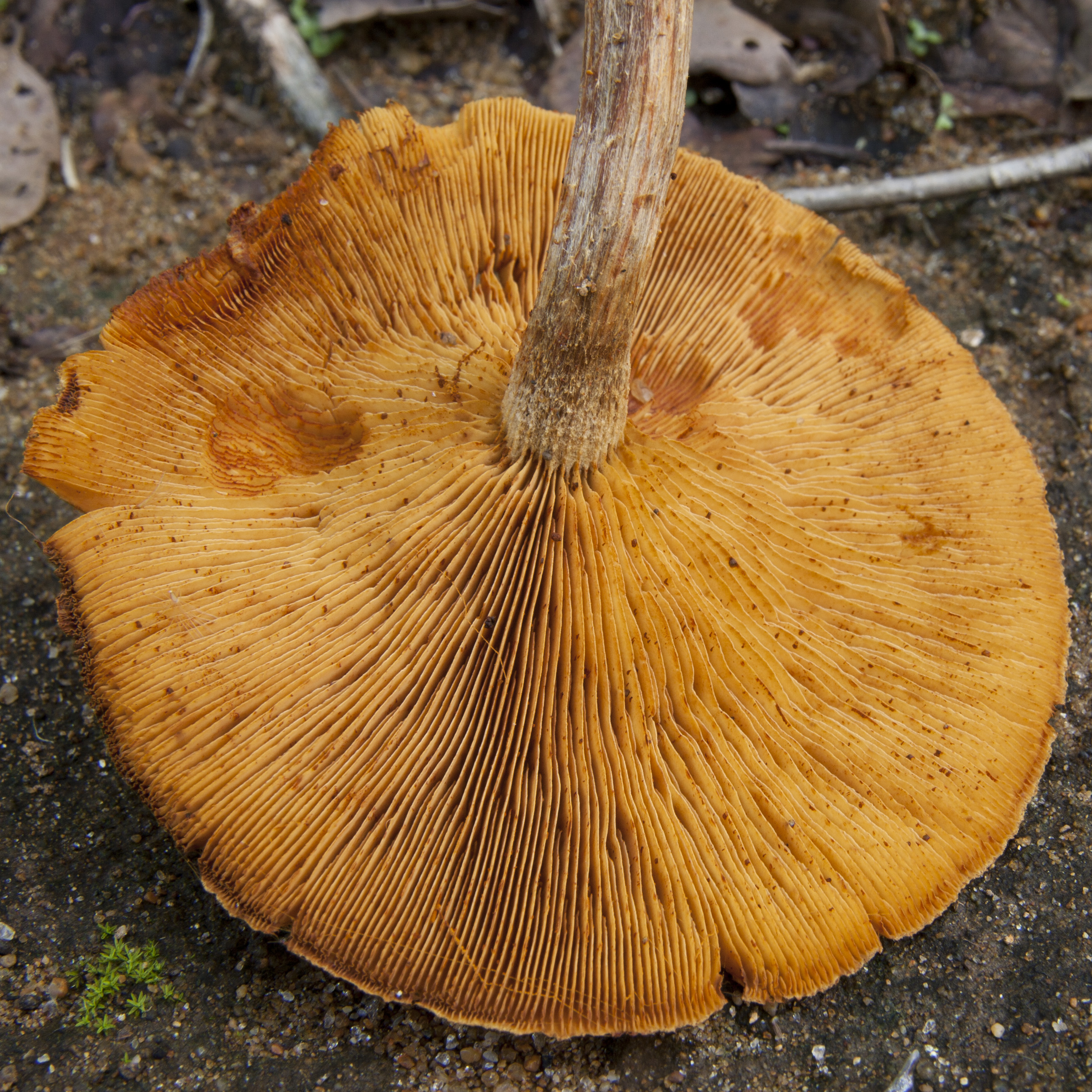
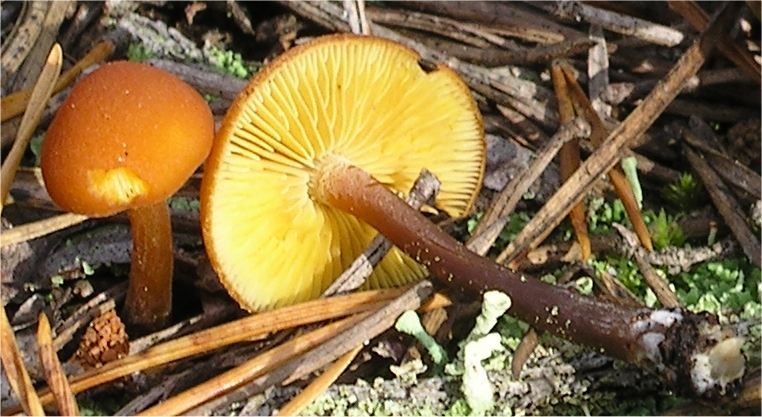